# 디스크 파티션

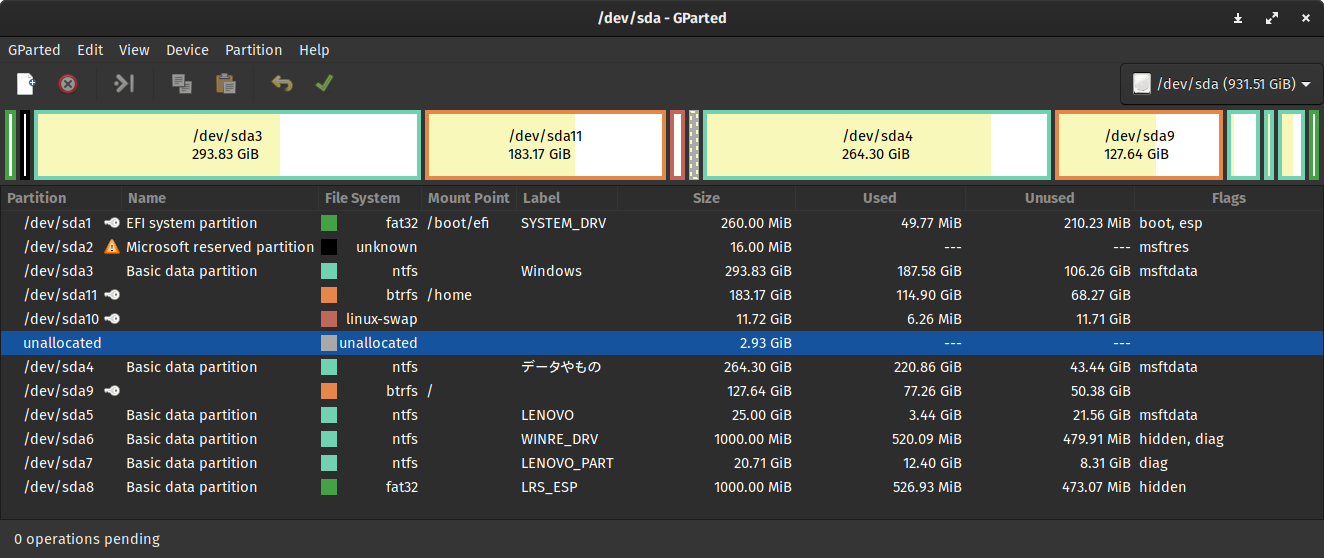
GParted 소프트웨어는 디스크 분할에 쓰이는 잘 알려진 유틸리티이다.

디스크 파티션(disk partition) 작업은 하드 디스크 드라이브의 기억 공간을 "파티션"이라 알려진 별도의 데이터 영역으로 분할하는 것을 말한다. 파티션 편집기(partition editor) 또는 파티셔닝 유틸리티(partitioning utility) 프로그램을 사용하여 이러한 파티션을 만들고 없애고 수정할 수 있다. 한 번 디스크가 여러 개의 파티션으로 나뉘면 다른 카테고리의 디렉터리와 파일들은 다른 파티션에 저장된다. 파티션이 많아질수록 제어권이 더 많아지지만 너무 많으면 다루기 쉽지 않게 된다. 공간 관리, 접근 허가, 디렉터리 검색이 추가되는 방식은 파티션 상에 설치된 파일 시스템의 종류에 달려 있다. 파티션 크기는 파티션에 설치된 파일 시스템에 따라 그 지원 능력이 달라지므로 파티션 크기를 조심스럽게 살피는 것이 필요하다.

## 같이 보기
- 시동
- 볼륨
- 디스크 포맷
- 파일 시스템